# Пиветта, Ник
Николас Джон Карло Пиветта (англ. Nicholas John Carlo Pivetta, 14 февраля 1993, Виктория) — канадский бейсболист, питчер команды Главной лиги бейсбола «Бостон Ред Сокс».

## Карьера
Играл за команду Нью-Мексико Джуниор Колледж. В 2013 году был выбран в четвёртом раунде драфта командой «Вашингтон Нэшионалс». После подписания контракта с клубом играл за «Галф-Кост Нэшионалс» и «Оберн Даблдэйс». Сезон 2014 года Пиветта провёл в составе «Хейгерстаун Санс».
28 июля 2015 года Пиветту обменяли в «Филадельфию» на Джонатана Пейпелбона.
30 апреля 2017 года он был переведён в основной состав «Филлис» и дебютировал за клуб в игре против «Лос-Анджелес Доджерс».
В августе 2020 года «Филлис» обменяли Пиветту и питчера Коннора Сиболда в «Бостон Ред Сокс» на питчеров Брэндона Уоркмена и Хита Хембри. В регулярном чемпионате 2020 года он сыграл за клуб в двух матчах, одержав две победы. Во время предсезонных сборов весной 2021 года средняя скорость его фастбола достигла 95,1 миль в час, максимальной за всё время его выступлений в Главной лиге бейсбола. Ник назывался вероятным претендентом на место пятого питчера в стартовой ротации «Ред Сокс».